# Jota Abril
José Joaquín Abril Barrie, popularment conegut com a Jota Abril (Jaén; 30 de juliol de 1975), és un presentador de televisió, ràdio i esdeveniments espanyol. Actualment presenta Mi gran noche al prime time dels dissabtes a Canal Sur
Nascut a la ciutat andalusa de Jaén, el 30 de juliol de 1975. Va estudiar Ciències de la informació en la Universitat CEU San Pablo (CEU-USP). Va començar la seva carrera professional en el món del periodisme, com redactor en la Gaceta Universitaria i fent col·laboracions en l'emissora de ràdio Onda Mini. També va ser redactor en el periòdic Ecos Universitarios, pertanyent a la Universitat de Jaén
Seguidament va treballar en la direcció del departament musical de l'emissora Onda IMEFE —la ràdio de l'Ajuntament de Madrid—, en la qual alguna vegada va estar com a reporter de carrer en diferents retransmissions radiofòniques. Després va realitzar diferents programes de ràdio i la Ruta Quetzal. Més tard, va passar a presentar en la cadena de televisió Telecinco, el programa Desafío G4.
També porta des de 2001 presentant tot tipus d'esdeveniments —esportius, rodes de premsa, lliuraments de premis o congressuals, etcètera. Cal destacar que durant els mesos d'agost i setembre, va presentar en La Sexta el programa La mejor jugada al Sport Center del Campionat del Món de bàsquet masculí de 2006que va tenir lloc al Japó.
Des d'octubre de 2006 fins a juny de 2007, va presentar a Canal Sur Televisión Expreso Noche (Redacción 7). Després va fitxar com a presentador de Telemadrid en el programa matinal Buenos días, Madrid. Allí va estar tres anys abans de presentar el Telenoticias2 de migdia del canal altres tres anys més. També en Telemadrid va presentar sis anys les Campanades de cap d'any. Ho va fer al costat de Jose Toledo, Sonia Ferrer, Begoña Tormo, Isabel González, Cristina Ortega i Yolanda Maniega.
Des de 2014 és copresentador de La mañana de La 1 de Televisió Espanyola.
El març de 2015 va començar a presentar La Alfombra Roja Palace al costat de Berta Collado a La 1, però el programa fou retirat a les quatre setmanes a causa de la baixa audiència.
El 27 de novembre de 2015, va presentra la gala especial Enciende tu Navidad a La 1, en directe des de la Plaza Mayor de Madrid al costat de Ramón García i Elisa Mouliaá, pper a iniciar l'època nadalenca.
El dia 29 d'abril va ser triat nou portaveu de les puntuacions que Espanya va donar en el Festival de la Cançó d'Eurovisió 2016.
El 16 d'octubre de 2014, va ser el pregoner de les Festes de San Lucas de la seva ciutat natal. També ho ha estat del barri madrileny d'Usera, de Las Rozas de Madrid, Las Matas (Madrid) i de Consuegra (Toledo).
Actualment presenta el prime time dels dissabtes a Canal Sur amb Mi gran noche. També presenta esdeveniments d'empresa i realitza entrevistes musicals en el suplement Corazón TVE de Vocento.